# Kagney Linn Karter

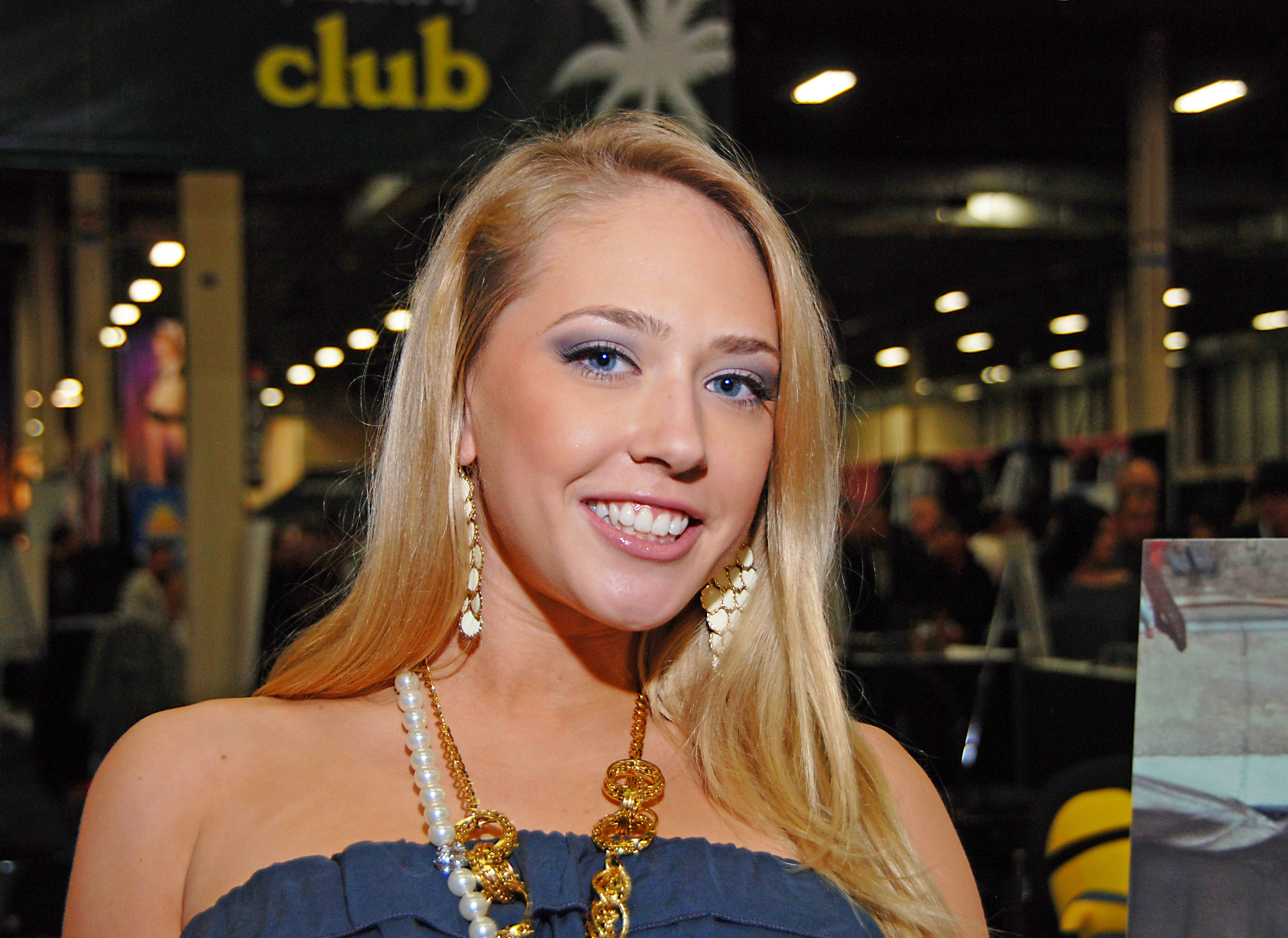
Kagney Linn Karter (2010)

Kagney Linn Karter (* 28. März 1987 in Harris County, Texas; † 15. Februar 2024 in Parma, Ohio) war eine US-amerikanische Pornodarstellerin.

## Leben
Karter wuchs in Saint Joseph, Missouri, auf. Als Jugendliche begann sie mit Erotiktanz; 2007 wurde sie von der Stripclub-Kette Déjà Vu als „Showgirl of the Year“ ausgezeichnet.
Sie siedelte nach Kalifornien über, um eine Karriere als Schauspielerin und Sängerin zu beginnen. Karter überwarf sich mit ihrem Manager, als dieser herausfand, dass sie zuvor als „erotische Tänzerin“ gearbeitet hatte. Auf ein Inserat von ihr antwortete die Erotikfotografin Holly Randall. Karter nahm Kontakt mit Randall auf, unterzeichnete kurz danach einen Vertrag mit der Agentur LA Direct Models und begann mit Fotoaufnahmen für Randalls Website. Filme pornografischen Inhalts machte sie ab dem Jahr 2008, beginnend mit einer Internetszene der Produktionsfirma Naughty America.
Karter war im April 2009 auf dem Cover des Männermagazins Hustler  und wurde im Juni 2009 Penthouse Pet of the Month. Außerdem war sie auf dem Cover von Holly Randalls Buch Erotic Dream Girls, das im Oktober 2009 erschien. Im Januar 2010 unterschrieb sie einen Exklusivvertrag mit der Firma Zero Tolerance Entertainment. Sie spielte unter anderem in der Porno-Parodie Not Married with Children XXX die Rolle der Kelly und war in zwei Folgen der Reihe Big Tits at School zu sehen.
Neben ihrer Karriere als Pornodarstellerin war Karter unter dem Namen „Kagney Necessary“ auch als Musikerin tätig und veröffentlichte Electropop-Lieder. 2018 erschien ihre erste EP The Crossover, 2022 folgte die EP The Take Over. Zuletzt betrieb Karter in Parma, Ohio, ein Poledance-Studio. Sie litt unter einer Depression. Im Alter von 36 Jahren beging sie im Februar 2024 Suizid.

## Filmografie (Auswahl)
- 2009: Slut Puppies 3
- 2009: This Ain’t Hell’s Kitchen XXX
- 2009: This Ain’t Intervention XXX
- 2009: WKRP In Cincinnati: A XXX Parody
- 2009: Not Married with Children XXX
- 2009: Deviance
- 2010: Grand Theft Auto: XXX Parody
- 2010: Lies
- 2010: Not Married with Children XXX 2
- 2010: Official The Silence of the Lambs Parody
- 2010: Official Friday the 13th Parody
- 2010: Malice in Lalaland
- 2011: Katwoman XXX
- 2012: Gangbanged 3
- 2012: Superman vs Spider-Man XXX
- 2013: Not The Bradys XXX: Marcia Goes To College!
- 2014: DP Me 1
- 2014: Lex the Impaler 8
- 2018: Interracial Icon 8

## Auszeichnungen

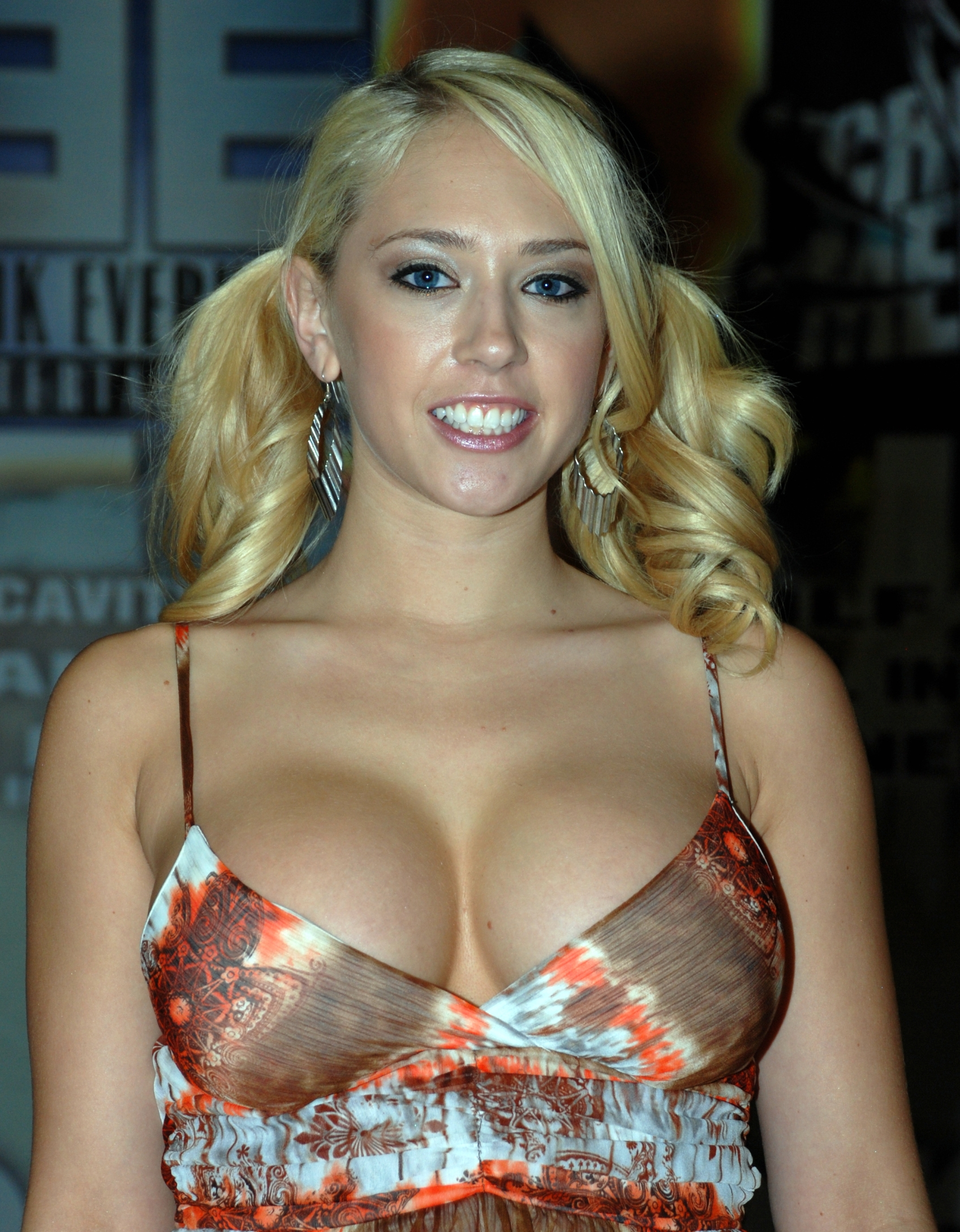
Karter auf der Erotica 2009 in Los Angeles

- 2009: XCritic Award als „Starlet of the Year“
- 2009: Penthouse Pet of the Month (Juni)
- 2010: AVN Award als „Best New Starlet“[9]
- 2010: AVN Award in der Kategorie „Best POV Sex Scene“ für Pound the Round POV[9]
- 2010: XBIZ Award als „New Starlet of the Year“[10]
- 2010: XRCO Award als „New Starlet“[11]
- 2011: PornstarGlobal 5 Star Award[12]
- 2012: Urban X Award in der Kategorie „Best Anal Sex Scene“ für Prince the Penetrator (mit Prince Yahshua)[13]
- 2014: AVN Award in der Kategorie „Best Boobs (Fan Award)“[14]
- 2025: Aufnahme in die AVN Hall of Fame[15]